# Ростом (цар Імереті)
Ростом (груз. როსტომი, 1571–1605) — цар Імеретії (1585–1588, 1590–1605), старший син царевича Костянтина (пом. 1587) й онук царя Баграта III.

## Життєпис
1588 року після взяття в полон царя Левана його двоюрідний брат Ростом був призначений новим царем Імереті. 1589 князь Георгій Гурієлі, зібравши військо, прибув до Кутаїсі та посадив на царський трон свого ставленика Баграта IV. Гурієлі укріпив Кутаїську фортецю та залишив у столиці свого сина Мамію, щоб спостерігати за Багратом.
Невдовзі до Імереті вторгся картлійський цар Симон, який зайняв столицю й усунув від влади Баграта. Симон I залишив у Кутаїсі свій гарнізон та взяв багатих заручників. Ростом звернувся по допомогу до князя Мегрелії Манучара Дадіані (1590–1611). Останній зібрав свої сили та захопив Кутаїсі, посадивши на царство Ростома.
Довідавшись про це, цар Симон виступив у похід зі значним військом. Ростом не зміг йому протистояти та знову втік до Одіші. 1590 року у битві при Опшквіті Манучар Дадіані розгромив армію картлійського царя. Симон з рештками військ відступив до Картлі. Манучар Дадіані захопив багату здобич і гармати. Дадіані привів Ростома до Кутаїсі й повторно посадив на престол. Невдовзі імеретинський та картлійський царі примирились, обмінявшись бранцями та заручниками.

## Родина
1597 року Ростом одружився з Тінатін, дочкою Манучара II (1550–1614), атабега Самцхе-Джавахеті (1581–1614), від шлюбу з якою мав сина.